# Wietrzne Dziury
Wietrzne Dziury (także Diabli Garnek) – szczyt w północno-wschodnim grzbiecie Wielkiej Prehyby (1191 m) w Beskidzie Sądeckimw Paśmie Radziejowej. Jego południowo-wschodni stok opada do potoku Borsudzyny, północno-zachodni do Przysietnickiego Potoku.
Szczyt i stoki Wietrznych Dziur porośnięte są lasem. W wyniku osunięcia się mas skalnych utworzył się tutaj rów grzbietowy, w którym znajdują się wydłużone wały zamknięte niszami o długości do 40 metrów, rozległe i głębokie do 3,5 metra rowy, których dna są wypełnione rumowiskiem skalnym, wreszcie wysoka na 15,5 metra ściana skalna, odsłaniająca silnie spękane piaskowce magurskie. W geomorfologii tego typu układ form jest uznawany za pakietowo-szczelinowe osuwisko konsekwentne, tj. takie, gdzie płaszczyzna osuwania pokrywa się z upadem warstw skalnych. W największym z tych zapadlisk znajduje się jaskinia Wietrzna Dziura. Na skałach można obserwować typową dla tych siedlisk roślinność. Są to kobierce mchów oraz paprocie: zanokcica skalna, paprotka zwyczajna, paprotnik Brauna i inne.
W czasie II wojny światowej instruktor sportowy Julian Zubek (ps. „Tatar”) wykorzystywał te zapadliska do ukrywania broni dla partyzantów.
Przez Wietrzne Dziury biegnie granica między miejscowościami Przysietnica w gminie Stary Sącz (stoki północno-zachodnie) i Roztoka Ryterska w gminie Rytro (stok południowo-wschodni) – obydwie w województwie małopolskim, w powiecie nowosądeckim.

## Szlak turystyczny
niebieski: Rytro – dolina Wielka Roztoka – – Wdżary Wyżne – Wietrzne Dziury – rozdroże Zwornik – rozdroże pod Wielką Prehybą – schronisko PTTK na Przehybie

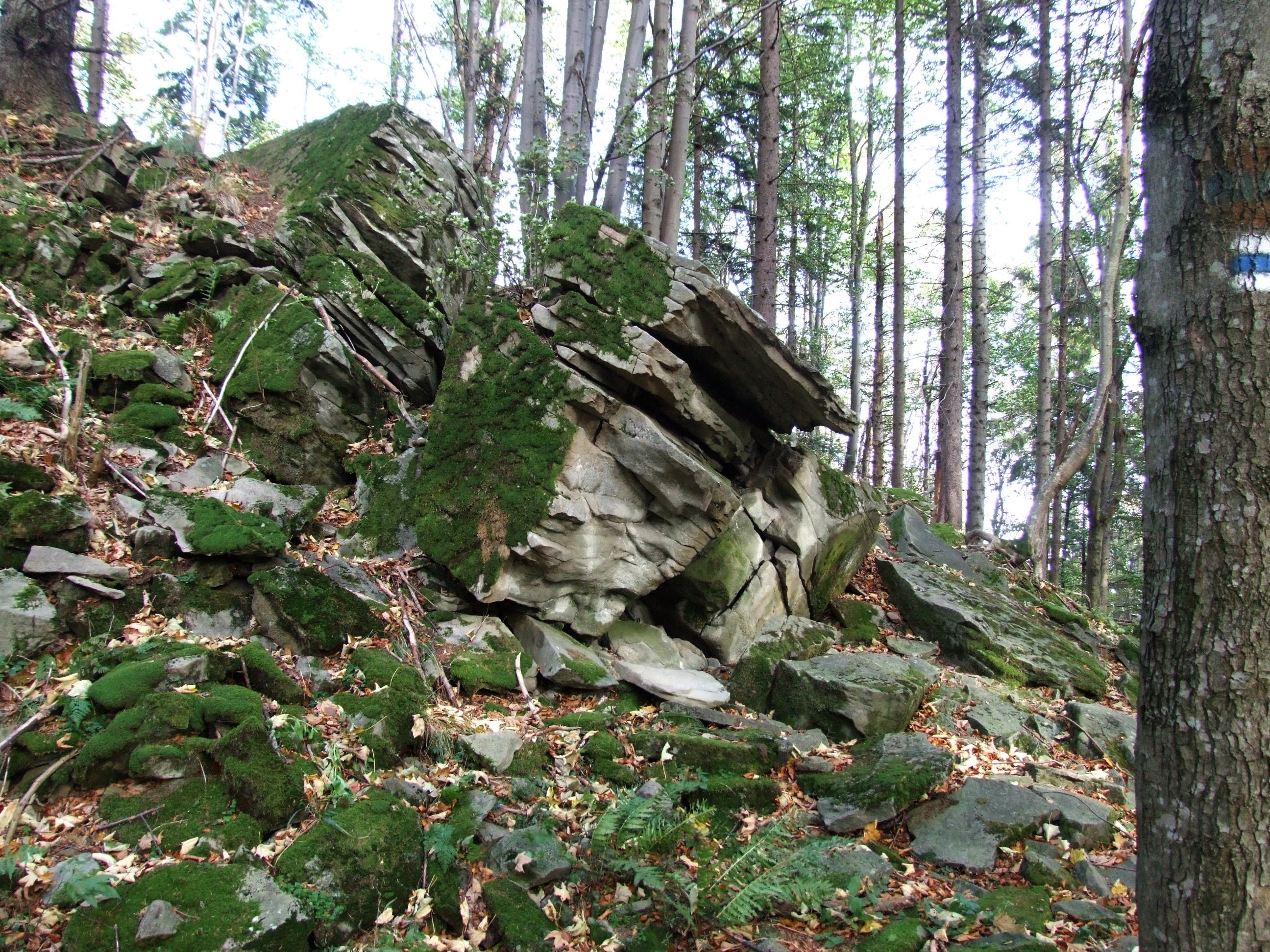
Wychodnia skalna w Wietrznych Dziurach